# Festuca ovina
Il paleo dei montoni, detto anche paleo capillare e festuca setaiola (Festuca ovina L., 1753) è una pianta della famiglia delle Poacee.

## Descrizione
Si tratta di una pianta perenne, che forma cespugli compatti altri dai 20 ai 40 cm, dalle foglie sottili e di un verde grigiastro. Ha bisogno di poco nutrimento, e cresce anche in terreni magri e con climi freddi e aridi.

## Distribuzione e habitat
È diffusa in quasi tutta Europa (eccetto l'Italia peninsulare e il sud dei Balcani e della penisola iberica), ed è stata importata anche in America del Nord.